# Геоглиф
Геоглиф је слика или велики мотив који је створен на земаљском тлу. Постоје два типа геоглифа на основу њиховог стварања:
- Позитивни геоглиф који је створен наношењем природног материјала као што је нпр. камење, шљунак, стеновити фрагменти, глине и слични.
- Негативни геоглиф је створен одстрањивањем природног материјала у пределу тако да би се открио материјал који ту лежи испод овог.

Најпознатији геоглифи су негативни геоглифи који јеже на планини Наска тзв. Наска линије у јужном Перуу који су настали одстрањивањем тамнијег материјала вулканског порекла. Даљим областима су предели у западној Аустралији, САД, Скандинавији, Исланду и Лапонији.